# Чемпионат России по биатлону 2005/2006
Чемпионат России по биатлону сезона 2005/2006 прошёл в несколько этапов с декабря 2005 года по апрель 2006 года. Были разыграны медали в 6-и индивидуальных и 4-х командных дисциплинах[уточнить].
Индивидуальная гонка проведена в январе 2006 года. Гонка патрулей прошла в марте 2006 года в Красноярске.
Основная часть чемпионата проведена в марте-апреле 2006 года в Ханты-Мансийске, где были разыграны медали в четырёх дисциплинах — спринте, гонке преследования, масс-старте и эстафете.
Соревнования в спринте, гонке преследования и масс-старте были совмещены с Гран-при IBU и имели статус международных (открытых). Помимо россиян в соревнованиях приняли участие спортсмены из стран СНГ, Балтии и Болгарии. Результаты зарубежных биатлонистов шли только в зачёт гран-при IBU, а медали чемпионата России им не вручались.
В ходе сезона также проведены командная гонка и смешанная эстафета. О проведении суперспринта и суперпасьюта сведений нет[уточнить].

## Результаты
| Гонка                                                                      | Мужчины | Женщины |
| Индивидуальная гонка январь 2006 Женщины: 15 км январь 2006 Мужчины: 20 км | нет данных | 1. Елена Мизонова |
| Гонка патрулей март 2006 Женщины: 7,5 км март 2006 Мужчины: 10 км          | 1. Удмуртия () redyarsk.ru | 1. Красноярский край (Светлана Черноусова, Ольга Ромасько, Елена Мизонова, Марина Борчукова, Таисия Полынцева) 2. Ханты-Мансийский автономный округ (Анна Коробова, Анна Шамшурина, ???, ???) redyarsk.ru |
| Спринт 29 марта 2006 Женщины: 7,5 км 29 марта 2006 Мужчины: 10 км          | 1 (1). Иван Черезов 26:44.0 (0) 2 (2). Сергей Рожков +15.9 (0) 3 (3). Павел Ростовцев +40.5 (0) biathlon.com.ua | 1 (-). Елена Петрова 23:29.0 (0) 2 (1). Наталья Гусева +15.7 (1) 3 (-). Екатерина Дафовска +17.5 (0) 4 (2). Анна Булыгина +29.7 (0) 5 (3). Светлана Ишмуратова +33.8 (1) biathlon.com.ua |
| Пасьют 30 марта 2006 Женщины: 10 км 30 марта 2006 Мужчины: 12,5 км         | 1 (1). Сергей Рожков 36:05.0 (0) 2 (2). Иван Черезов +27.8 (2) 3 (3). Павел Ростовцев +1:35.7 (2) biathlon.com.ua | 1 (1). Ольга Зайцева 34:19.0 (1) 2 (-). Екатерина Дафовска +15.2 (3) 3 (2). Наталья Гусева +15.3 (4) 4 (-). Оксана Хвостенко +25.7 (1) 5 (-). Елена Петрова +1:08.1 (4) 6 (-). Наталья Левченкова +1:35.0 (0) 7 (3). Надежда Тягунская +1:48.3 (4) biathlon.com.ua                                                         |
| Масс-старт 31 марта 2006 Женщины: 12,5 км 31 марта 2006 Мужчины: 15 км     | 1 (1). Максим Чудов 40:33.0 (2) 2 (2). Иван Черезов +15.3 (2) 3 (3). Андрей Маковеев +28.8 (3) biathlon.com.ua | 1 (1). Ольга Зайцева 38:29.0 (2) 2 (2). Наталья Гусева +7.1 (2) 3 (-). Екатерина Дафовска +11.9 (3) 4 (-). Оксана Хвостенко +20.8 (2) 5 (-). Елена Зубрилова +30.7 (2) 6 (3). Татьяна Моисеева +33.1 (2) biathlon.com.ua                                                                                                   |
| Эстафета 2 апреля 2006 Женщины: 4 х 6 км 2 апреля 2006 Мужчины: 4 х 7,5 км | 1. / Тюменская/Свердловская-1 1:19:53.4 (1) (Сергей Башкиров, Владимир Григорьев, Владимир Береснев, Андрей Маковеев) 2. Удмуртия +53.8 (1) (Алексей Чурин, Максим Максимов, Алексей Вольчук, Иван Черезов) 3. Башкортостан +1:39.1 (2) (Анатолий Карпов, Филипп Шульман, Василий Шеталин, Максим Чудов) | 1. ХМАО-1 1:20:21.7 (0) (Светлана Слепцова, Ирина Мальгина, Ирина Фомина, Ольга Анисимова) 2. Приволжский федеральный округ +44.1 (1) (Екатерина Юрьева, Наталья Бурдыга, Надежда Колесникова, Татьяна Моисеева) 3. Свердловская область +1:56.3 (1) (Елена Давгуль, Любовь Петрова, Анастасия Грушецкая, Наталья Егошина) |